# Kai Doh Maru
Kaidoumaru (яп. 怪童丸 Кайдо:мару) — короткометражное аниме, от компании Production I.G. 

## Сюжет
Сюжетная линия закручивается вокруг древней японской истории периода Хэйан (794—1185), когда наш мир населяли множество демонов и злых духов. И главным демоном среди них был — демон смерти Они, представленный в аниме в обличье принцессы Они. Против этих злых духов, принимающих человеческий облик, и сражается элитный отряд Четвёрки Рыцарей с капитаном Райко во главе и с юной девушкой Кинтоки, прозванная Кайдомару .
В детстве Кинтоки, дочь знатного рода, лишается всего после убийства своих родителей от рук её мятежного дяди. Узнав это она попыталась сбежать, но жестокости дяди нет границ. От неминуемой смерти девушку спасает проезжающий мимо со своими Рыцарями капитан Райко. Он принимает Кинтоки к себе в отряд и растит её как подростка и воина.
Эта храбрейшая девушка с необычной огненной татуировкой на предплечье, живя среди Рыцарей, обучается военному искусству и становится настоящим самураем. Повзрослев, она влюбляется в Райко, но вскоре обнаруживается, что эти новые чувства вызывают бурю ревности в другой женщине, связанной с её прошлым и демонической силой…

## Сэйю
- Самули Торссонен /Samuli Torssonen/
- Тимо Вуоренсола /Timo Vuorensola/
- Янош Хонконен /Janos Honkonen/
- Анти Сатама /Anti Satama/
- Яри Ахола /Jari Ahola/
- Сату Хелио /Satu Helio/

## Справка
Немного из японской истории:
Великая Четверка Рыцарей (Four Devas) действительно существовала, под предводительством Райко Минамото (948—1021). Его спутниками были четверо столь же легендарных вассалов — Цуна Ватанабэ (Watanabe no Tsuna), Садамицу Усуи (Usui no Sadamitsu), Суэтакэ Урабэ (Urabe no Suetake) и Кинтоки Сатака (Sataka no Kintoki) или Кинтаро (Kintarou). Кстати, все они были мужчинами, а в аниме Кинтоки представлен женщиной.
Так же существовала легенда о демоне Они, приносящий смерть с помощью иллюзий. В аниме это демон представлен принцессой Они.